# Tomboy

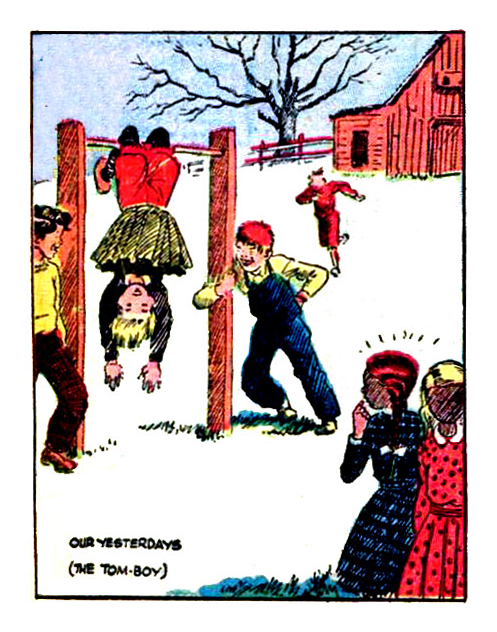
Vinyeta del número 152 dels còmics Tip Top (març de 1949). El dibuixant americà Ed Dodd, a Back Home Again, comparava "els bons vells temps" de principis del segle XX amb vida a l'època de la postguerra. En aquesta escena, es mostra una tomboy arquetípica jugant amb els nois, mentre que les dues noies miren cap a fora amb desaprovació (una referència a les rígides normes de gènere aplicades dels anys quaranta)

El terme tomboy és un anglicisme que designa una noia o dona que mostra característiques o comportaments considerats poc femenins o típicament de noi, com vestir roba masculina, participació en jocs i activitats físiques en la natura. En català es fa servir gallimarsot, si bé té fortes connotacions negatives de les quals es veu lliure el neologisme anglès. En castellà és marimacho.
Tot i que no hi ha una relació directa amb cap orientació sexual concreta, l'anglicisme ha arrelat en els altres idiomes, com el català o el castellà, amb una certa vinculació amb el lesbianisme.

## Història i societat

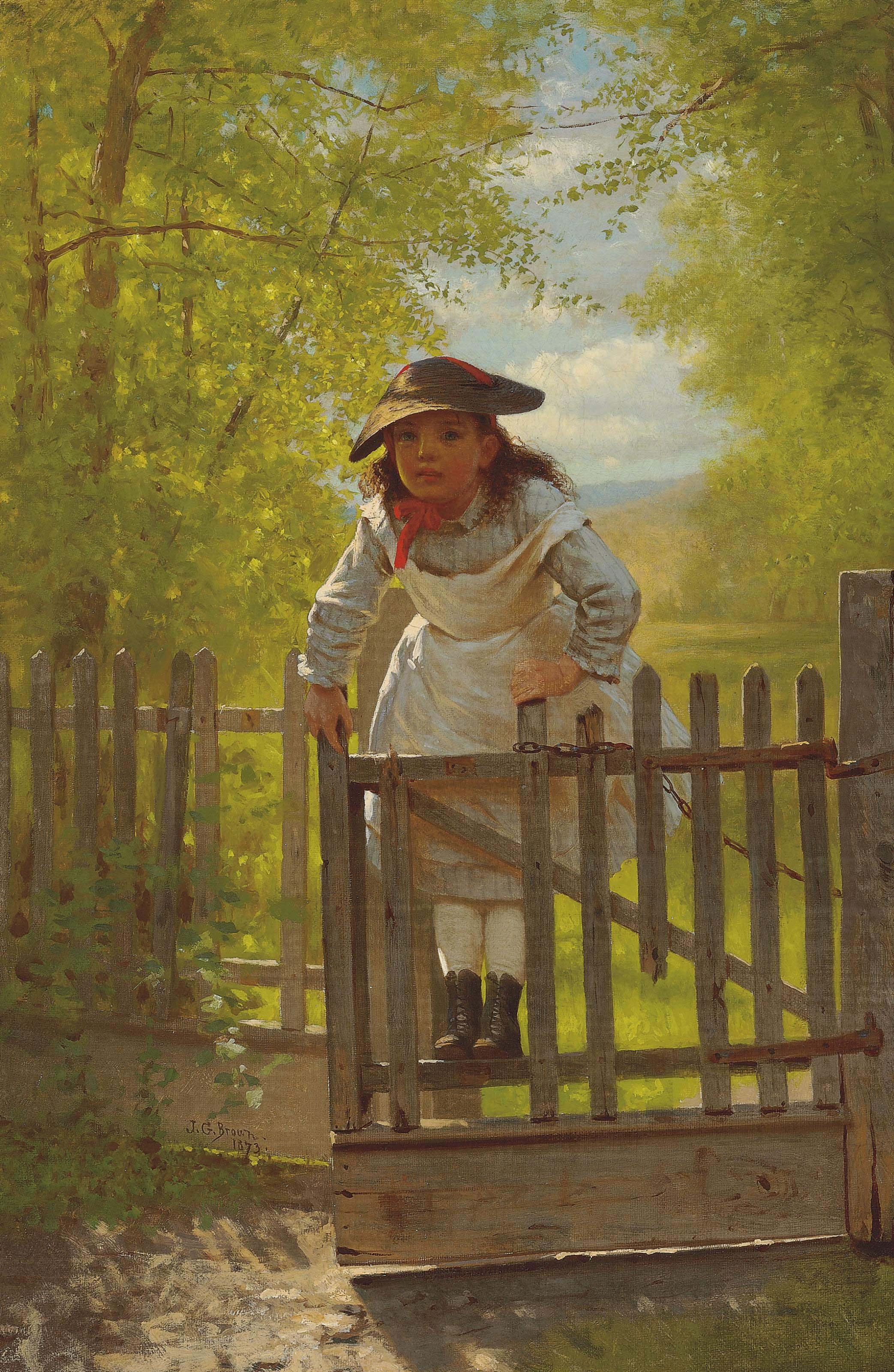
The Tomboy, pintat en 1873 per John George Brown

En la cultura anglosaxona del segle xix, el terme es referia a un codi de conducta que permetia a les noies fer exercici i fer servir roba diferent. A causa de l'estil de vida saludable de les tomboy, el terme guanyà popularitat durant anys com a alternativa al codi de conducta dominant on les dones eren femenines.
En el llibre Women and Economics de l'escriptora feminista Charlotte Perkins Gilman, explica els beneficis de l'actitud tomboy de les noies com una forma de llibertat en l'exploració del gènere. L'autor Joseph Lee definí, el 1915, la fase tomboy com a crucial durant el desenvolupament de les adolescents d'entre 8 i 13 anys.
Durant el segle xx, la psicologia freudiana i la reacció contra els moviments socials pels Drets LGTB generaren por social sobre la sexualitat de les tomboys, reforçant la relació que s'atribuïa entre aquesta actitud i el lesbianisme. Per exemple, Hollywood mostra l'estereotip de la tomboy adulta com una "lesbiana butch predadora". Lynne Yamaguchi i Karen Barber, editores de Tomboys! Tales of Dyke Derring-Do, expliquen que "és molt més que una fase de moltes lesbianes (...), sembla continuar formant part de la base de la nostra essència en l'edat adulta". La psicoanalista Dianne Elise defensava en un article que, tot i que hi havia més lesbianes que mostraven una actitud tomboy que no pas dones heterosexuals, aquest comportament no és un indicador fiable per a definir l'orientació sexual.

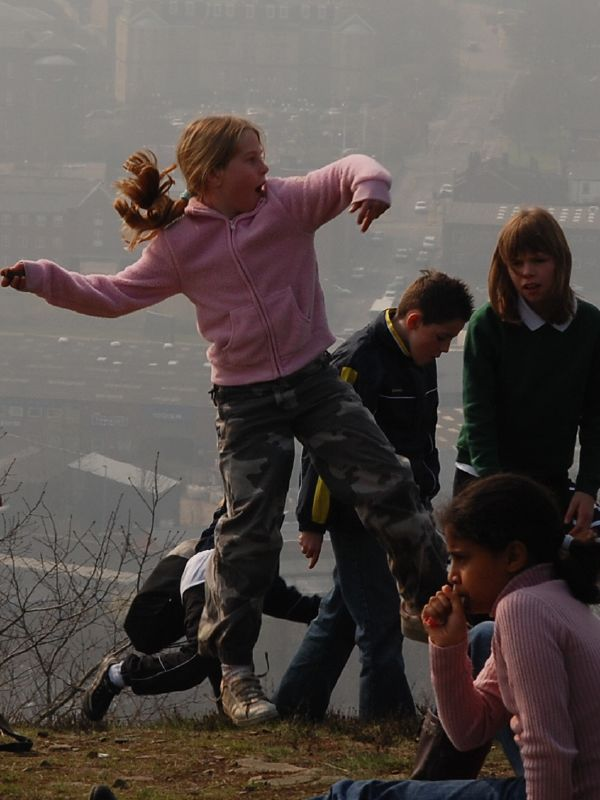
Una noia amb una roba i una actitud tradicionalment masculines.

L'acadèmica d'estudis de gènere Judith Halberstam estableix que, mentre que el defugir rols de gènere és sovint tolerat en dones joves, les adolescents que mostren trets masculins son sovint reprimides i castigades. Sigui com sigui, la ubiqüitat de la roba tradicional femenina com a faldes i vestits ha minvat en el món occidental, on s'ha deixat de considerar un tret masculí, o no femení, no vestir així. Un increment de la popularitat dels esdeveniments esportius femenins i altres activitats normalment dominades per homes han ampliat la tolerància i han minvat l'impacte pejoratiu de les dones que les porten. En lloc, segons la sociòloga Barrie Thorne, algunes "dones adultes dirien amb un indici d'orgull: era (i sóc) independent i activa; vaig relacionar-me (i em relaciono) amb joves i homes i he guanyat el seu respecte i amistat; vaig resistir (i continuo fent-ho) els estereotips de gènere.

## Fenomen Tomboy en l'actualitat

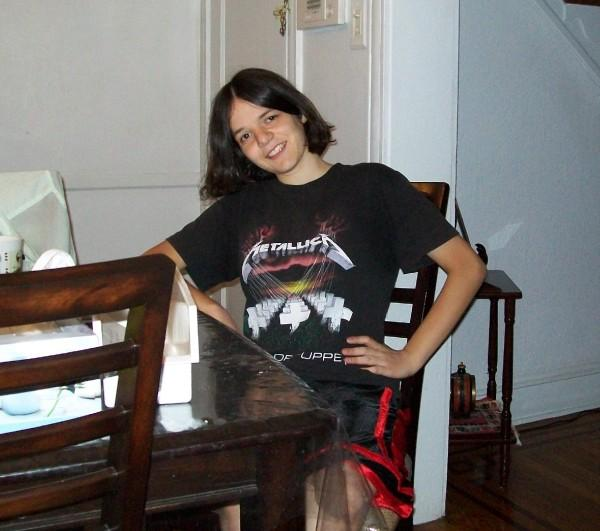
El cabell curt i la roba de noi són elements característics de les tomboy, tot i que els canvis en la moda fan que les diferències no siguin tan marcades com dècades enrere

La popularitat en tot el planeta ha augmentat la diversitat en aquest fenomen, ampliant el ventall d'identitats a les que fa referència el terme tomboy:
- Girl Tomboy: vesteix com una noia, realitza activitats de noi i és comporta com un noi. Un clar Exemple d'aquest tipus és el cèlebre personatge de cinema i videojocs, l'arqueòloga Lara Croft de Tomb Rider.
- Girly Tomboy: vesteix com un noi, sembla un noi i es comporta com una noia. Un exemple d'aquest tipus podria ser l'actriu Kristen Stewart en alguna de les seves aparicions públiques.
- Boy Tomboy: vesteix com un noi, es comporta com un noi i realitza activitats de noi. Aquest tipus és el que generalment rep el nom de Tomboy. Exemples podrien ser la model sueca Erika Linder i les Toms tailandeses.
- Neutral Tomboy: pot tenir una estètica gairebé andrògina, combinant peces masculines amb les femenines, tenint comportaments masculins i femenins i realitzant activitats masculines i femenines.